# Чинш
Чинш (пол. czynsz, нем. Zins — процент, от лат. census) — в Речи Посполитой оброк (деньгами), платившийся с земли или дома, отданных в чужое продолжительное владение.
Из чинша крупные землевладельцы раздавали в старину земли, и с течением времени выработалось чиншевое владение или право вечной и наследственной аренды, обусловленное отбыванием арендатором-чиншевиком в пользу собственника земли определённых натуральных или денежных повинностей — чинша; размер чинша не подлежал изменению по усмотрению одной из сторон; права чиншевика — права вещные, и он может их отчуждать другому лицу, на которое и переходит обязанность отбывания чинша. В западных губерниях нередко целые поселения (местечки) были построены на чиншевом праве.
Закон 1886 года ввёл особый порядок (уездные по чиншевым делам присутствия) установления вечночиншевого права по двум основным признакам:
- бессрочность и потомственность владения;
- неизменность оброка; вместе с тем сельским (вне городов и местечек) вечным чиншевикам предоставлено приобрести в собственность признанные за ними чиншевые земли посредством обязательного, при содействии правительства, выкупа лежащих на них повинностей.